# Comanche (film)
Comanche je americký western režiséra George Shermana z roku 1956. Snímek pojednává o obtížném usmiřování bílých Američanů s Indiány z kmene Komančů, obě strany chápe jako rovnocenné a snaží se o politicky korektní pohled na problematiku indiánských válek.

## Děj
Mexiko 1875: stále zuří nemilosrdná válka mezi Komanči a Mexikem, v Mexiku bují obchod s komančskými skalpy, Komančové přepadávají mexické osady, zabíjejí muže a unášejí ženy. Nepokoje se přenášejí i na území Spojených států. Vyzvědač Jim Reed (Dana Andrews) je vyslán ke komančskému náčelníku Quanahu Parkerovi (Kent Smith), což je vlastně jeho bratranec, aby vyjednal mír.
Cestou zachrání život mladému indiánovi, který byl pronásledován bělošskými lovci skalpů. Reedovi se podaří přemluvit Komanče, aby se vzdali války: pouze náčelník Černý Mrak (Henry Brandon) je rozhodnut bojovat za každou cenu. S částí bojovníků se oddělí od zbytku kmene a vydává se na válečnou stezku.
Když se Reed vrací, potká regiment amerických vojáků, který táhne proti Komančům. Za vším stojí Reedův nepřítel, obchodník s komančskými skalpy Joe Downey (Stacy Harris), který přemluvil vládního zmocněnce Warda (Lowell Gilmore), aby věc řešil vojensky. Reedovi se nepodaří přesvědčit generála Nelsona (John Litel), aby se vrátil, protože Nelson podléhá Wardovi.
Černý Mrak se postaví proti vojákům, ale Quanah Parker jasně deklaruje svoji vůli neválčit. Ward je zabit Černým Mrakem, kterého v bitvě usmrtí Jim Reed. Joe Downey se pokusí zákeřně Reeda zastřelit, ale Jim je rychlejší a přesnější a nedá mu šanci. Američané mohou žít s Komanči v míru a Jim si ještě odváží krásnou Mexičanku, kterou Komančové nedávno unesli.

## V hlavních rolích
- Dana Andrews - Jim Read
- Kent Smith - Quanah Parker
- Nestor Paiva - Puffer
- Henry Brandon - Černý Mrak
- Stacy Harris - John Downey
- John Litel - generál Nelson A. Miles
- Lowell Gilmore - vládní zmocněnec John Ward

## Zajímavosti
- Film byl natáčen v mexickém Durangu.